# Orectolobus maculatus
Espèce
Statut de conservation UICN

LC : Préoccupation mineure
Orectolobus maculatus, communément appelé Requin-tapis tacheté, est une espèce de requins de la famille des Orectolobidae. 

## Description
Ce requin arbore une large tête aplatie. Elle est entourée d'excroissance.
Les individus de l'espèce mesurent généralement entre 150 et 180 cm. Cependant des spécimens allant jusqu'à 320 cm ont été plus rarement observés.
Le corps du requin-tapis tacheté est parsemé de grandes taches brunes, entourés de points blancs sur un fond plus clair. Cette apparence lui permet de se fondre avec le sol marin sur lequel il se déplace.

## Répartition
Bien que certains chercheurs pensent ce requin endémique d'Australie, certains individus auraient été observé au large du Japon et en mer de Chine.
On le retrouve majoritairement au niveau des côtes Ouest et Sud de l'Australie.

## Le requin-tapis tacheté et l'Homme
Le requin-tapis tacheté ne présente, en règle générale, pas de danger pour les humains. Cependant il peut parfois attaquer quand on lui marche dessus par inadvertance. La gravité des blessures infligées vient du fait qu'une fois ses mâchoires refermées, le requin a tendance à ne plus lâcher. 
Ce requin ferait également l'objet d'études dans le domaine médical, du fait de certaines capacités de son système immunitaire.